# 't Roeie klied
"'t Roeie klied" is een nummer van de Nederlandse band Rowwen Hèze. Het nummer verscheen op hun album Zondag in 't zuiden uit 1995. In april van dat jaar werd het nummer uitgebracht als de eerste single van het album.

## Achtergrond
"'t Roeie klied", naar het Nederlands te vertalen als "het rode jurkje", is een bewerking van "Koa Hiatamadl", geschreven door de Oostenrijkers Hubert von Goisern en Wolfgang Staribacher en uitgevoerd door hun band Hubert von Goiseren und die Alpinkatzen. Dit nummer is weer gebaseerd op "Hiatamadl", een volksdans uit de Alpen die vooral populair is in Oostenrijk en Beieren. "Koa Hiatamadl" is hierin dialect voor "Kein Hirtenmädchen", dat "geen herdersmeisje" betekent. De groep behaalde met hun versie de tweede plaats in de Oostenrijkse hitlijst. Opvallend genoeg stond de titel op het album Zondag in 't zuiden vermeld als "'t Roeie klied (Koa Hiatamädl)", waarbij om onduidelijke reden een umlaut op de laatste a is toegevoegd.
De Limburgse tekst van "'t Roeie klied" is geschreven door zanger Jack Poels. Rowwen Hèze leerde "Koa Hiatamadl" kennen tijdens een skivakantie in het Oostenrijkse Kirchberg, waar zij in het begin van hun carrière een traditie van hadden gemaakt. Zij zagen een optreden van Hubert von Goiseren und die Alpinkatzen op een Duitse televisiezender en waren hiervan onder de indruk. Accordeonist Tren van Enckevort kocht vervolgens een album van de groep waar dit nummer op te vinden was. Volgens gitarist Theo Joosten gaat het nummer "over de kuiten van een plattelandsmeisje. Die hebben dikkere kuiten dan die stadsmeisjes." Poels vertelde dat de tekst was geschreven over een jeugdliefde: "Ik zag haar iedere dag voorbij fietsen in haar rode jurkje. Ze zat op korfbal."
"'t Roeie klied" werd een hit in Nederland. Het bereikte plaats 21 in de Top 40 en plaats 18 in de Mega Top 50. In 1997 stond het nummer op de eerste plaats van de eerste Limbo Top 100, een lijst met de 100 beste nummers uit Limburg, samengesteld door luisteraars van L1. In 2020 stond het ook voor het eerst in de NPO Radio 2 Top 2000 op plaats 1969.

## Hitnoteringen

### Nederlandse Top 40
| Hitnotering: 15-04-1995 t/m 27-05-1995 | Hitnotering: 15-04-1995 t/m 27-05-1995 | Hitnotering: 15-04-1995 t/m 27-05-1995 | Hitnotering: 15-04-1995 t/m 27-05-1995 | Hitnotering: 15-04-1995 t/m 27-05-1995 | Hitnotering: 15-04-1995 t/m 27-05-1995 | Hitnotering: 15-04-1995 t/m 27-05-1995 | Hitnotering: 15-04-1995 t/m 27-05-1995 | Hitnotering: 15-04-1995 t/m 27-05-1995 |
| Week                                   | 1                                      | 2                                      | 3                                      | 4                                      | 5                                      | 6                                      | 7                                      |                                        |
| -------------------------------------- | -------------------------------------- | -------------------------------------- | -------------------------------------- | -------------------------------------- | -------------------------------------- | -------------------------------------- | -------------------------------------- | -------------------------------------- |
| Positie                                | 39                                     | 32                                     | 25                                     | 22                                     | 21                                     | 24                                     | 29                                     | uit                                    |

### Mega Top 50
| Hitnotering: 15-04-1995 t/m 10-06-1995 | Hitnotering: 15-04-1995 t/m 10-06-1995 | Hitnotering: 15-04-1995 t/m 10-06-1995 | Hitnotering: 15-04-1995 t/m 10-06-1995 | Hitnotering: 15-04-1995 t/m 10-06-1995 | Hitnotering: 15-04-1995 t/m 10-06-1995 | Hitnotering: 15-04-1995 t/m 10-06-1995 | Hitnotering: 15-04-1995 t/m 10-06-1995 | Hitnotering: 15-04-1995 t/m 10-06-1995 | Hitnotering: 15-04-1995 t/m 10-06-1995 | Hitnotering: 15-04-1995 t/m 10-06-1995 |
| Week                                   | 1                                      | 2                                      | 3                                      | 4                                      | 5                                      | 6                                      | 7                                      | 8                                      | 9                                      |                                        |
| -------------------------------------- | -------------------------------------- | -------------------------------------- | -------------------------------------- | -------------------------------------- | -------------------------------------- | -------------------------------------- | -------------------------------------- | -------------------------------------- | -------------------------------------- | -------------------------------------- |
| Positie                                | 37                                     | 29                                     | 26                                     | 21                                     | 18                                     | 19                                     | 18                                     | 25                                     | 45                                     | uit                                    |

### NPO Radio 2 Top 2000
| Nummer met noteringen in de NPO Radio 2 Top 2000 | '20  | '21  | '22  | '23  | '24  |
| ------------------------------------------------ | ---- | ---- | ---- | ---- | ---- |
| 't Roeie klied                                   | 1969 | 1701 | 1610 | 1777 | 1793 |

1. ↑  Een vetgedrukt getal geeft de hoogste notering aan.
2. ↑  2020 was het eerste jaar met een notering voor dit nummer.